# Серия Гран-при по фигурному катанию сезона 2014/2015
Серия Гран-при по фигурному катанию сезона 2014/2015 — это комплекс ежегодных коммерческих турниров по фигурному катанию среди лучших фигуристов планеты (по рейтингу ИСУ), которые прошли осенью и в начале декабря 2014 года. Спортсмены на 6 этапах серии соревновались в категориях мужское и женское одиночное катание, парное катание и танцы на льду. За занятые места были присуждены баллы от 15 (за первое) до 3 (за восьмое). Лучшие шесть спортсменов (пар) выступили в финале серии. Также в августе-октябре 2014 года прошли этапы юношеского Гран-при; были пройдены семь этапов. Финал прошёл вместе с основным в Барселоне.

## Участники
В серии Гран-при по фигурному катанию сезона 2014—2015 имели право принять участие фигуристы, достигшие возраста 15 лет на 1 июля 2014 года.
В этом году было принято решение допускать до соревнований серии Гран-при до 12 одиночников как среди мужчин так и женщин.
Чтобы принять участие в Гран-при сезона, фигуристы должны были заработать на турнирах до начала серии, как минимум, следующие баллы:
| Вид     | Баллы  |
| Мужчины | 160.67 |
| Женщины | 130.97 |
| Пары    | 135.42 |
| Танцы   | 113.74 |
| ------- | ------ |

До юношеского Гран-при допускаются все желающие, надо только заранее зарегистрироваться.

## Расписание

### Взрослый турнир
ИСУ определилось с местами и временем проведения этапов Гран-при на осень 2014 года.
| Турнир                    | Место проведения      | Начало          | Окончание       |
| ------------------------- | --------------------- | --------------- | --------------- |
| Skate America 2014        | США, Чикаго, Иллинойс | 24 октября 2014 | 26 октября 2014 |
| Skate Canada 2014         | Канада, Келоуна       | 31 октября 2014 | 2 ноября 2014   |
| Cup of China 2014         | Китай, Шанхай         | 7 ноября 2014   | 9 ноября 2014   |
| Cup of Russia 2014        | Россия, Москва        | 14 ноября 2014  | 16 ноября 2014  |
| Trophée Eric Bompard 2014 | Франция, Бордо        | 21 ноября 2014  | 23 ноября 2014  |
| NHK Trophy 2014           | Япония, Осака         | 28 ноября 2014  | 30 ноября 2014  |
| Финал Гран-при 2014/2015  | Испания, Барселона    | 11 декабря 2014 | 14 декабря 2014 |

### Юношеский турнир
ИСУ определилось с местами и временем проведения этапов Гран-при на осень 2014 года.
| Турнир                   | Место проведения   | Начало           | Окончание        |
| ------------------------ | ------------------ | ---------------- | ---------------- |
| Этап во Франции          | Франция, Куршавель | 20 августа 2014  | 24 августа 2014  |
| Этап в Словении          | Словения, Любляна  | 27 августа 2014  | 31 августа 2014  |
| Этап в Чехии             | Чехия, Острава     | 3 сентября 2014  | 7 сентября 2014  |
| Этап в Японии            | Япония, Нагоя      | 10 сентября 2014 | 14 сентября 2014 |
| Этап в Эстонии           | Эстония, Таллин    | 24 сентября 2014 | 28 сентября 2014 |
| Этап в Германии          | Германия, Дрезден  | 1 октября 2014   | 5 октября 2014   |
| Этап в Хорватии          | Хорватия, Загреб   | 8 октября 2014   | 12 октября 2014  |
| Финал Гран-при 2014/2015 | Испания, Барселона | 11 декабря 2014  | 14 декабря 2014  |

## Баллы

### Основной турнир
За занятые на каждом этапе места спортсмены получат баллы по следующему принципу:
| Занятое место | Баллы (одиночники и одиночницы) | Баллы (спортивные пары и танцоры) |
| ------------- | ------------------------------- | --------------------------------- |
| 1 место       | 15 баллов                       | 15 баллов                         |
| 2 место       | 13 баллов                       | 13 баллов                         |
| 3 место       | 11 баллов                       | 11 баллов                         |
| 4 место       | 9 баллов                        | 9 баллов                          |
| 5 место       | 7 баллов                        | 7 баллов                          |
| 6 место       | 5 баллов                        | 5 баллов                          |
| 7 место       | 4 балла                         |                                   |
| 8 место       | 3 балла                         |                                   |

### Юношеский турнир
В юношеском Гран-при немного по-другому начисляются баллы.
| Занятое место | Баллы (одиночники, одиночницы и танцоры) | Баллы (спортивные пары) |
| ------------- | ---------------------------------------- | ----------------------- |
| 1 место       | 15 баллов                                | 15 баллов               |
| 2 место       | 13 баллов                                | 13 баллов               |
| 3 место       | 11 баллов                                | 11 баллов               |
| 4 место       | 9 баллов                                 | 9 баллов                |
| 5 место       | 7 баллов                                 | 7 баллов                |
| 6 место       | 5 баллов                                 | 5 баллов                |
| 7 место       | 4 балла                                  | 4 балла                 |
| 8 место       | 3 балла                                  | 3 балла                 |
| 9 место       | 2 балла                                  |                         |
| 10 место      | 1 балл                                   |                         |

## Фигуристы, прошедшие в финал

### Взрослый турнир
|          | Мужчины                  | Женщины                      | Спортивные пары                            | Танцы                                       |
| -------- | ------------------------ | ---------------------------- | ------------------------------------------ | ------------------------------------------- |
| 1        | Россия Максим Ковтун     | Россия Елена Радионова       | Россия Ксения Столбова / Фёдор Климов      | США Мэдисон Чок / Эван Бейтс                |
| 2        | Испания Хавьер Фернандес | Россия Елизавета Туктамышева | Канада Мэган Дюамель / Эрик Рэдфорд        | Канада Кэйтлин Уивер / Эндрю Поже           |
| 3        | Япония Тацуки Матида     | Россия Анна Погорилая        | Россия Юко Кавагути / Александр Смирнов    | Франция Габриэла Пападакис / Гийом Сизерон  |
| 4        | Япония Такахито Мура     | США Грейси Голд              | Китай Пэн Чэн / Чжан Хао                   | США Майя Шибутани / Алекс Шибутани          |
| 5        | Россия Сергей Воронов    | Россия Юлия Липницкая        | Китай Суй Вэньцзин / Хань Цун              | Канада Пайпер Гиллес / Поль Пуарье          |
| 6        | Япония Юдзуру Ханю       | США Эшли Вагнер              | Китай Юй Сяоюй / Цзинь Ян                  | Россия Елена Ильиных / Руслан Жиганшин      |
| Запасные |                          |                              |                                            |                                             |
| 1-й      | США Джейсон Браун        | Япония Рика Хонго            | Россия Евгения Тарасова / Владимир Морозов | Россия Ксения Монько / Кирилл Халявин       |
| 2-й      | Казахстан Денис Тен      | Япония Сатоко Мияхара        | США Хэвен Денни / Брэндон Фрейзер          | США Медисон Хубелль / Захарий Донохью       |
| 3-й      | Канада Нам Нгуен         | Япония Канако Мураками       | Китай Ван Сюэхань / Ван Лэй                | Великобритания Пенни Кумс / Николас Бакленд |

Американская фигуристка Грейси Голд не выступит в финале.

### Юношеский турнир
|          | Юноши                       | Девушки                        | Спортивные пары                               | Танцы                                   |
| -------- | --------------------------- | ------------------------------ | --------------------------------------------- | --------------------------------------- |
| 1        | Китай Цзинь Боян            | Россия Серафима Саханович      | Канада Джулианна Сеген / Чарли Билодо         | Россия Анна Яновская / Сергей Мозгов    |
| 2        | Япония Сёма Уно             | Россия Евгения Медведева       | Россия Мария Выгалова / Егор Закроев          | Канада Макензи Бент / Гарретт Маккин    |
| 3        | Россия Александр Петров     | Япония Вакаба Хигучи           | Россия Лина Фёдорова / Максим Мирошкин        | Россия Бетина Попова / Юрий Власенко    |
| 4        | Республика Корея Ли Джунхён | Россия Мария Сотскова          | Россия Камилла Гайнетдинова / Сергей Алексеев | Россия Алла Лобода / Павел Дрозд        |
| 5        | Япония Сота Ямамото         | Япония Юка Нагаи               | Россия Дарья Беклемищева / Максим Бобров      | Канада Мадлен Эдвардс / Чжао Пан        |
| 6        | Канада Роман Садовский      | Япония Мию Накасио             | США Челси Лю / Брайан Джонсон                 | Россия Дарья Морозова / Михаил Жирнов   |
| Запасные |                             |                                |                                               |                                         |
| 1-й      | Китай Хэ Чжан               | США Карен Чен                  | Россия Анастасия Губанова / Алексей Синцов    | США Рэйчел Парсонс / Майкл Парсонс      |
| 2-й      | Россия Александр Самарин    | Казахстан Элизабет Турсынбаева | Украина Рената Оганесян / Марк Бардей         | США Лоррейн Макнамара / Квинн Карпентер |
| 3-й      | Россия Дмитрий Алиев        | Япония Рин Нитая               | Япония Ами Кога / Франсис Будро Оде           | Канада Брианна Дельмаэстро / Тимоти Лум |

## Взрослый состав Гран-при
Взрослый состав участников Гран-при полностью регламинтируется правилами ИСУ. По результатам определяются участники Финала.

### Медальный зачёт
На прошедших шести этапах Гран-при были разыграны 24 комплекта медалей.
| Место | Страна         | Золото | Серебро | Бронза | Всего |
| ----- | -------------- | ------ | ------- | ------ | ----- |
| 1     | Россия         | 9      | 11      | 3      | 23    |
| 2     | Япония         | 4      | 2       | 4      | 10    |
| 3     | Канада         | 4      | 2       | 2      | 8     |
| 4     | США            | 3      | 5       | 7      | 15    |
| 5     | Франция        | 2      |         |        | 2     |
| 6     | Китай          | 1      | 3       | 4      | 8     |
| 7     | Испания        | 1      | 1       |        | 2     |
| 8     | Великобритания |        |         | 1      | 1     |
| 8     | Италия         |        |         | 1      | 1     |
| 8     | Казахстан      |        |         | 1      | 1     |
| 8     | Чехия          |        |         | 1      | 1     |
| Итог  | Итог           | 24     | 24      | 24     | 72    |

## Медальный зачёт юношеского Гран-при
На прошедших семи этапах юношеского Гран-при были разыграны 25 комплектов медалей.
| Место | Страна           | Золото | Серебро | Бронза | Всего |
| ----- | ---------------- | ------ | ------- | ------ | ----- |
| 1     | Россия           | 14     | 9       | 9      | 32    |
| 2     | Канада           | 5      | 3       | 1      | 9     |
| 3     | Япония           | 3      | 7       | 1      | 11    |
| 4     | Китай            | 2      | 1       | 1      | 4     |
| 5     | Республика Корея | 1      |         | 1      | 2     |
| 6     | США              |        | 4       | 7      | 11    |
| 7     | Казахстан        |        | 1       | 1      | 2     |
| 8     | Украина          |        |         | 3      | 3     |
| 9     | Венгрия          |        |         | 1      | 1     |
| Итог  | Итог             | 25     | 25      | 25     | 75    |